# Dschungeldrosselhäherling
Der Dschungeldrosselhäherling (Argya striata, Syn.:  Turdoides striata) ist eine Vogelart aus der Familie der Häherlinge (Leiothrichidae), deren Vertreter früher zu den Timalien gezählt wurden.

## Merkmale
Der Dschungeldrosselhäherling weist weder in der Färbung noch in der Größe einen Sexualdimorphismus auf. Der Vogel hat eine Größe von 25 Zentimetern. Seine Augen sind cremeweiß, der Schnabel und die Beine gelb. Die Gefiederfärbung zeigt ein rötliches Grau. Teilweise sind auf der Brust braune Querstreifen, teilweise auch blassere Längsstreifen. Die Flügel sind mit einer Länge von ca. 10,5 Zentimetern im Verhältnis zur Körpergröße kurz.
Vereinzelt wurden auch Individuen mit Leuzismus, also weißer Färbung aufgrund fehlender Pigmente, entdeckt.

### Küken
Die Küken haben einen gelben Schnabel und eine bräunlich-graue Körperfärbung, wobei sich einige Flecken auf der Kehle und der Brust befinden.

## Lebensweise
Der Dschungeldrosselhäherling lebt in Gruppen von 3 bis 20 Vögeln, mit einer durchschnittlichen Gruppengröße von circa 7 Individuen. Dies hat den Vögeln in Indien den Spitznamen sat bhai (Hindi für „sieben Brüder“) eingebracht. Bei den Gruppen handelt es sich um Familienverbände aus einem brütenden Paar und den Nachkommen mehrerer Jahre. Innerhalb der Gruppe finden viele soziale Interaktionen statt, dazu gehören gemeinsame Brutpflege, Wachdienst und Abwehr möglicher Fressfeinde, gemeinsame Nahrungssuche, gegenseitige Körperpflege und Interaktionen mit anderen Gruppen. Eine Gruppe besetzt ein Revier, das sie gegen andere Gruppen verteidigt.

### Fortpflanzung
Die Art brütet das ganze Jahr über. Bei der Aufzucht der Jungen hilft eine Gruppe von drei bis vier Vögeln dem Brutpaar. Das Nest ist napfartig geformt und besteht aus trockenen Grashalmen und Wurzeln sowie trockenen Blättern. Durchschnittlich besteht das Gelege aus vier blauen, ca. 2,6 Zentimeter langen und 1,7 cm breiten Eiern. Nach 13 Tagen Brutzeit schlüpfen die Küken, nach neun Tagen verlassen sie das Nest und sind weitere 14 Tage Ästlinge.

### Ernährung
Während der Nahrungssuche nimmt ein Tier die Position des Wächters ein. Die Vögel suchen ihre Nahrung in Laubstreu am Boden. Dabei heben sie Laubstreu an und suchen darunter nach Nahrung. Hierzu gehören Saatkörner und verschiedene Wirbellose wie Termiten, Heuschrecken und andere Insekten, Tausendfüßer, Milben und Spinnen. Die Küken werden je nach Altersstufe mit anderen Wirbellosen und deren Larven gefüttert. Erst Ästlinge wurden auch mit pflanzlicher Nahrung wie Beeren und kleinen Grassamen gefüttert. Saisonal frisst der Dschungeldrosselhäherling im Sommer eher Insekten und im Winter eher Früchte und Samen.

## Gesang
Der Dschungeldrosselhäherling verfügt über ein Repertoire aus 15 verschiedenen Gesangsmustern, die er sowohl in agonistischen Verhaltenssituationen als auch zum Anschluss innerhalb der eigenen Sozialgruppe nutzt. Die Muster unterscheiden sich hinsichtlich der Notenanzahl, Lautstärke, Tonart und Geschwindigkeit.
Die sieben Anschlussrufe sind:
- Chack – Kontaktruf, der bei der Trennung eines Individuums von der Gruppe gerufen wird
- Cuk – wird während der Nahrungssuche ausgestoßen
- schnelles Ca-ca-ca – wird von einem erwachsenen Tier ausgestoßen, wenn es mit Nahrung zu den Küken oder Ästlingen fliegt
- langes Cu-cu-cu – der schnelle Flugruf wird in der Nähe des Nests ausgestoßen, Ästlinge verändern zum Teil ihren Standort (z. B. Verlassen des Nests) nach dem Ruf
- Cu-cu-cu – nach diesem Flugruf verändert die Gruppe ihren Standort
- Chack (nah am Flüggewerden) – vermutlich Kontaktrufe von Jungvögeln
- Bettelruf – Ausruf der Jungvögel, wenn sich die Erwachsenen mit Futter nähern

Die acht agonistischen Rufe sind:
- tiefes Chack – dieser Ruf des Wächters hat keine Verhaltensänderung der nahrungssuchenden Gruppenmitglieder zufolge
- Shriek – Ausruf des Wächters, nach dem Nahrungssuchende und Wächter Schutz in einem nahen Baum suchen
- Kya-kya-kya – wird von Tieren in Not ausgerufen
- gackernder Alarmruf – bei nicht dringender Bedrohung, er wird mit Hüpfen, Flügelschlägen und Wippbewegungen des Schwanzes begleitet
- barsches Khack – Ruf des Wächters ohne unmittelbarer Bedrohung
- gackerndes Khack – Ruf des Wächters
- ein keuchendes Gackern – mit dem Ruf, der von mehreren Gruppenmitgliedern gleichzeitig ausgestoßen wird, wird ein Fressfeind bis zu dessen Rückzug angepöbelt
- kehliger Ruf – wird beim Aufeinandertreffen mit konkurrierenden Dschungeldrosselhäherling-Gruppen ausgestoßen

## Verbreitung und Gefährdung
Die Art ist im Tiefland von Indien, Pakistan, Bhutan, Bangladesch und Nepal bis zu einer Höhe von 1500 Metern verbreitet und lebt sowohl in städtischen als auch in ländlichen Lebensräumen. Man findet sie oft bei der Nahrungssuche in der Laubstreu in Laubwäldern und laubreichen Gärten.
Er wird wegen seiner großen Verbreitung und wegen der wahrscheinlich stabilen Populationsgröße von der IUCN als Least Concern („nicht gefährdet“) eingestuft.